# 1cP-AL-LAD
1cP-AL-LAD（1-cyclopropylmethanoyl-6-allyl-6-nor-LSD，1-环丙酰基-6-烯丙基-6-去甲-LSD）是一种有机化合物，化学式为C26H31N3O2，为迷幻药物麥角酸二乙酰胺（LSD）的衍生物和AL-LAD（6-烯丙基-6-去甲-LSD）的前药，2021年6月在法国策划药黑市上发现。